# Unificación alemana
La unificación alemana fue un proceso histórico que tuvo lugar en la segunda mitad del siglo XIX en Europa Central y que culminó con la creación del Imperio alemán el 18 de enero de 1871 reuniendo diversos Estados hasta entonces independientes, como Prusia, Baviera o Sajonia.
Antes de la formación de un Estado nacional unificado, el territorio de Alemania se encontraba dividido en un mosaico político de 39 Estados. Entre ellos destacaban, por su importancia económica y política, el Imperio austríaco y el Reino de Prusia.

## Antecedentes

### La situación alemana tras 1834

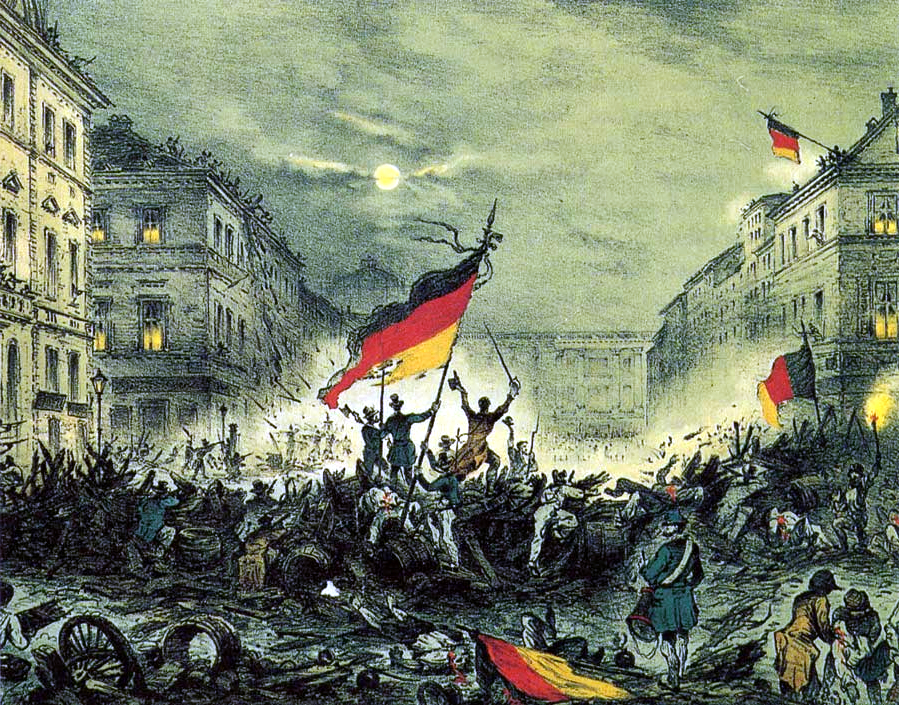
Revolución liberal de 1848 en Berlín, los rebeldes utilizan ya como colores alemanes al negro, rojo y amarillo

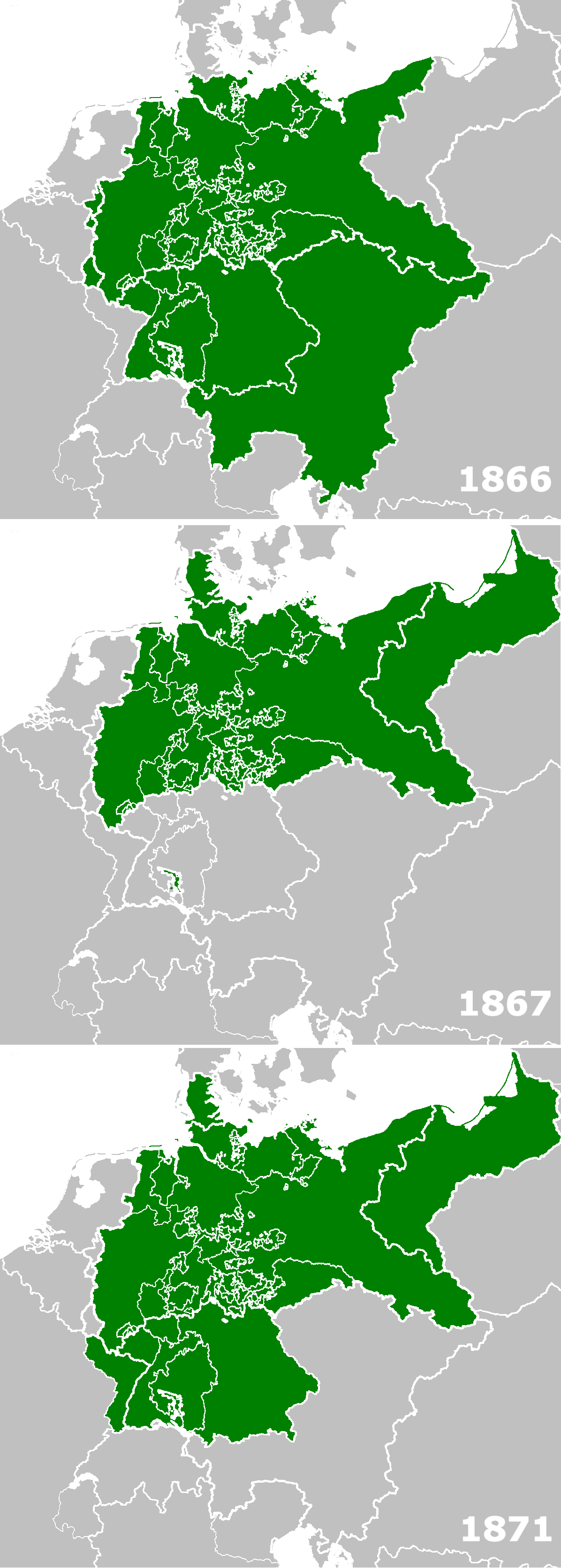
Mapa 1: Confederación Germánica (1815-1866).
Mapa 2: Confederación Alemana del Norte (1867-1871).
Mapa 3: Imperio alemán (1871-1918).

Desde principios del siglo XIX, tras las guerras napoleónicas, fue extendiéndose entre los aristócratas la idea de unificar las distintas organizaciones políticas herederas del Sacro Imperio Romano Germánico en un solo estado alemán. Un paso importante en este proceso fue la formación de un mercado único en la región. A ello contribuyeron, tanto los junkers, la aristocracia terrateniente prusiana, como la burguesía industrial de la cuenca del Ruhr. 
En 1834, se creó una unificación aduanera que sumó a Prusia a otros Estados alemanes previamente asociados en esta materia. Sin embargo, debido a las diferencias entre Austria y Prusia, el proceso de unificación política no pudo llevarse a cabo en la primera mitad del siglo XIX. Desde 1848 fue cada vez más intensa la actividad de grupos nacionalistas que alentaban la formación de un único estado para todos los alemanes ante la crónica debilidad de los pequeños Estados germanos entonces existentes. Sin embargo, el liberalismo era una gran amenaza para las intenciones monárquicas de Austria y Prusia, por lo que en Europa se crearon alianzas para el control gubernamental de cada nación:
- La Santa Alianza. El tratado fue firmado el 26 de septiembre de 1815 por el emperador Francisco I de Austria, el rey Federico Guillermo III de Prusia y el zar Alejandro I de Rusia, que fue su principal promotor. Aunque el acuerdo era un acto político para evitar que las ideas liberales se expandieran por Europa, la redacción del tratado contenía una declaración de carácter puramente religioso. Tras la caída de Napoleón, los tres monarcas declaraban su firme resolución de seguir como única guía para la futura administración interior y exterior de sus Estados los principios de la religión cristiana: justicia, caridad y paz.[2] A este acuerdo se unieron después otros reinos europeos.

- La Cuádruple Alianza. Formada por los miembros de la Santa Alianza más Inglaterra. Su principal promotor fue el primer ministro británico Castlereagh. Renovó el acuerdo de 1813 por el que las potencias se habían comprometido a derrotar a Napoleón y cambiaba su objetivo al mantenimiento, incluso por la fuerza, de las transformaciones operadas en Europa por el Congreso de Viena e impedir la implantación del liberalismo en cualquier estado europeo.

- La Quíntuple Alianza. Surgió en 1818 durante el Congreso de Aquisgrán, cuando Francia, que había recuperado su monarquía, fue admitida como potencia europea por las que formaban la Cuádruple Alianza. Su principal promotor fue Metternich y su principal objetivo era terminar con cualquier movimiento liberal que pudiera perjudicar al sistema monárquico, intentando que las ideas liberales herederas de la Revolución francesa quedaran pronto olvidadas, incluso por la fuerza. Esto proporcionaba a los aliados la capacidad de intervenir en cualquier nación europea si se consideraba necesario.

Prusia y Austria eran muy distintas en los aspectos económicos, sociales y políticos. Austria estaba configurada como un imperio centralista y autoritario que gobernaba un territorio habitado por diferentes pueblos —eslavos, alemanes, húngaros, rumanos e italianos— con distintas lenguas, religiones y costumbres. Esta situación motivó frecuentes sublevaciones nacionalistas contra la monarquía austriaca. La población prusiana, sin embargo, era mucho más homogénea.
En lo económico, Austria no contaba con una burguesía poderosa capaz de lograr un desarrollo industrial propio. El mantenimiento de un ejército y una administración que garantizasen la unidad imperial le creó graves dificultades financieras. Prusia, en cambio, experimentó un desarrollo económico muy intenso en su parte occidental que la convirtió en el referente del crecimiento industrial de los territorios alemanes. El aumento de la producción de acero, carbón y hierro en la segunda mitad del siglo XIX así lo demostró.
Todo ello, unido a la revolución de los medios de transporte y de las comunicaciones —ferrocarriles, barcos de vapor, telégrafos— posibilitó la formación de un activo mercado económico y trajo consigo otras consecuencias: la consolidación de una burguesía industrial, aliada de los terratenientes junkers, y el predominio en su gobierno de las ideas liberales, que buscaban la formación definitiva de un Estado nacional.

### La Confederación Germánica

Bandera de guerra de la Confederación.

Fue una unión establecida en 1815 por el Congreso de Viena que agrupó a 39 Estados alemanes en una confederación de Estados soberanos bajo la presidencia de la Casa de Austria, para reemplazar al extinto Sacro Imperio Romano Germánico destruido por Napoleón.
La Confederación no suponía ninguna concesión al creciente nacionalismo alemán, ya que estaba bajo el control de la nobleza y de las casas reales, ajenas al liberalismo nacionalista. Esto se reflejaba en su dieta, que no era un parlamento de representantes elegidos por el pueblo, sino un congreso de delegados nombrados por los gobiernos de los estados. La Dieta tenía su sede en Fráncfort del Meno, y fue su única entidad central; aunque en 1834 se creó la Unión Aduanera de Alemania y, con ello, un mercado interno unitario para la mayoría de los Estados.
El estallido de la Revolución alemana de 1848-1849 y el entusiasmo popular producido por ella mostró que, tarde o temprano, los diversos estados alemanes (39 en total) quedarían unificados en un solo Estado, pero estaba aún por definirse si tal proyecto sería dirigido por Prusia o por Austria, dando inicio al Dualismo Alemán.
La Confederación solo funcionó cuando coincidían las posiciones de Austria y Prusia, cuya confrontación condujo finalmente a la guerra de las Siete Semanas. Tras el triunfo prusiano, la Confederación Germánica quedó disuelta y fue sustituida en el año 1867 por la Confederación Alemana del Norte.

### Dos potencias contrapuestas: Prusia y Austria
- Austria

Bandera del Imperio austríaco

  - La situación geográfica de Austria era la del sur de Europa Central, ocupando la zona de los Alpes y gobernando varios territorios no germanos (norte de Italia, Eslovenia, Hungría, extremo sur de Polonia), su único acceso marítimo era al Adriático (de escasa relevancia económica) y de ahí de modo indirecto al Mediterráneo.
  - La familia que ocupaba el trono era la de los Habsburgo-Lorena, que había transformado Austria en imperio en 1806, tras la disolución del Sacro Imperio Romano Germánico, lo cual confirmaba además la notable expansión territorial austriaca desde 1683.
  - Francisco José I de Habsburgo-Lorena era el emperador de Austria en ese tiempo y el primer ministro era el destacado diplomático Klemens von Metternich, sincero conservador, partidario aún del Antiguo Régimen y horrorizado por toda posibilidad que las ideas de la Revolución francesa se expandieran de nuevo por Europa.
  - Austria estaba gobernada por una monarquía centralista y autoritaria, a pesar de las notables diferencias entre los pueblos sujetos al Imperio.
  - Después de la derrota y exilio de Napoleón, Austria experimentó un periodo de crecimiento económico y prosperidad. Su población de ascendió a 37,5 millones de habitantes en 1843. También se produjo una expansión urbana y la población de Viena alcanzó los 400.000 habitantes. Durante la era Metternich, el Imperio austriaco también mantuvo una economía estable y alcanzó un presupuesto casi equilibrado, a pesar de tener un importante déficit tras las guerras napoleónicas.

- Prusia

Bandera del Reino de Prusia

  - La posición geográfica de Prusia era la del noreste de la actual Alemania, teniendo su base en las regiones de Prusia propiamente dicha, Brandemburgo, Pomerania, y Silesia, controlando casi toda la orilla sur del mar Báltico, su expansión territorial hacia el oeste tras el Congreso de Viena le daba además acceso al mar del Norte y al lucrativo comercio internacional de dicho espacio marítimo.
  - La familia que ocupaba el trono en Prusia era la de los Hohenzollern, que había elevado Prusia a la categoría de reino en 1701.
  - Guillermo I de Alemania era el rey de Prusia y desde 1862 el primer ministro era Otto von Bismarck, llamado el Canciller de Hierro. Precisamente Bismarck había ya admitido la necesidad de unificar a los diversos Estados alemanes en un solo país con instituciones sólidas, eliminando particularismos locales, y con una economía lo bastante fuerte para subsistir y tornarse en gran potencia europea. Para ello, Bismarck concebía que la unidad de Alemania debía ocurrir sólo bajo la guía del Reino de Prusia, el estado más poderoso y avanzado.
  - El sistema de gobierno prusiano era la monarquía parlamentaria, aunque por sufragio censitario, y evitando el otorgamiento de mayores libertades a los súbditos, por lo cual distaba de ser una democracia.
  - Prusia experimentó un desarrollo económico considerable desde el inicio de la Revolución Industrial, convirtiéndose en el centro industrial más poderoso de Europa continental. Prusia impulsó la industria del acero, carbón y hierro. Sus comunicaciones por ferrocarril crecieron, por lo que pudieron formar un mercado económico activo con el resto de estados alemanes.

Hubo dos propuestas para unificar los Estados y estas fueron:
- La Pequeña Alemania, la cual estaría formada por Prusia y mantendría un sistema de gobierno igual al de Prusia.
- La Gran Alemania, la cual estaría formada también por Austria.

### Antecedentes económicos

Unión aduanera alemana (Zollverein).

Las principales causas económicas fueron:
- La Revolución Industrial hizo que se extendieran la industria y el comercio, por lo que las economías de los estados que la experimentaron se desarrollaran mejor que las de los que no. La influencia del desarrollo industrial favoreció el comercio internacional a estados que disponían de manufacturas y controlaban al mismo tiempo fuentes de materia prima. Gracias a la Cuenca del Ruhr, rica en carbón y hierro, Prusia mantuvo un activo desarrollo industrial y logró exportar sus manufacturas exitosamente por el Mar del Norte. Sin mayores industrias propias, Austria aún dependía de la agricultura (basada en las tierras de Hungría y Transilvania) y poseía un mediano desarrollo industrial, además ocurrido en tierras no germanas bajo su dominio: Bohemia y Moravia. La escasez de materias primas como hierro y carbón lastraban el desarrollo de la industria austriaca.

- Liberalismo económico: el liberalismo económico de origen británico se expandió por Europa y trajo como consecuencia la consolidación del capitalismo y la burguesía. Esto resultó muy marcado en Prusia, donde la vieja aristocracia de los junkers debía usar toda su influencia para no ser desplazada por ricos burgueses de reciente riqueza (comerciantes e industriales) que exigían voz y voto en los asuntos públicos. Tal conflicto era muy pequeño en Austria, pero el liberalismo económico impuso una competencia comercial que perjudicó a los productos agrícolas que eran base de la economía austriaca. Prusia impuso su influencia gracias a las exportaciones de manufacturas a bajo costo, mientras que disponía de una base agraria suficiente que le permitió prescindir de las importaciones agrícolas de Austria.

- Surgimiento del Zollverein; un sistema de unificación aduanera que se organizó en 1828 y entró en vigor el 1 de enero de 1834. El Zollverein se inició en Prusia, Estado al que se adhirieron Hesse-Darmstadt, Baviera y Wurtemberg para crear una zona de aranceles unificados: el desarrollo industrial de Prusia atrajo a otros estados que veían más rentable liberar sus aranceles con Prusia (que exportaba manufacturas muy demandadas) que con Austria (cuyas exportaciones agrícolas competían con la producción interna de otros Estados como Baviera y Sajonia).

La burguesía prusiana empezó a dominar la economía del Estado y a acceder a una nueva forma de poder; tras el fracaso de las Revoluciones de 1848 en Alemania, esta burguesía impuso el liberalismo en el terreno económico pero rehusó implantar una democracia masiva que incluyera a la clase obrera. Comenzó a surgir en paralelo una clase obrera en Prusia con la transformación de los antiguos campesinos siervos en obreros urbanos: la creciente industrialización hizo que los capitales se dirijeran a la industria y ya no buscasen la simple acumulación de tierras.
Empieza a surgir el nacionalismo centrípeto (consecuencia del periodo en que Alemania había sido conquistada por Napoleón), cuyo objetivo era unificar todos los estados alemanes para eliminar la amenaza de todo ataque externo. Precisamente los rebeldes alemanes de 1848-1849 utilizaban el recuerdo de la "Guerra de Liberación alemana" contra la Francia napoleónica como muestra de la urgencia de unificar los diversos estados alemanes y como señal de que el pueblo alemán, más allá de las diferencias políticas, tenía un "objetivo común". Específicamente, en 1862 fue designado canciller prusiano el aristócrata Otto von Bismarck, quien concibió la unificación de Alemania bajo dirección prusiana dentro de un molde autoritario y centralista, pero asegurando no solo solidez política, sino también prosperidad económica y poderío militar, aspectos que Bismarck consideraba interdependientes. Dueño de una gran energía para el trabajo, con sangre fría para la intriga política, y hábil diplomático para calcular los temores y ansias de las potencias extranjeras, Bismarck se convirtió en el líder político del proyecto de unificación.

## Guerras de Unificación

### Guerra de los Ducados
La Guerra de los Ducados fue un conflicto militar que enfrentó a Austria y Prusia contra Dinamarca en 1864, por el control de los ducados de Schleswig y de Holstein, de población mayormente alemana, pero bajo soberanía danesa. Ante las pretensiones del monarca danés de anexionar ambos ducados a su reino, Bismarck reclamó en la Dieta de Fráncfort la intervención contra Dinamarca. Ésta salió derrotada en la guerra, por lo que debió ceder ambos ducados, que a través del acuerdo en la Convención de Gastein en 1865 serían repartidos entre los vencedores. El ducado de Schleswig iría para Prusia, mientras que el ducado de Holstein, para Austria. No obstante, Bismarck aprovechó el atractivo de la Zollverein para imponer la influencia de Prusia allí, geográficamente muy alejados de Austria propiamente dicha, alegando el "derecho de la determinación de los pueblos", por lo cual debía respetarse el deseo de los locales para unirse económicamente (más tarde políticamente) a Prusia. Austria, sin fuerzas para oponerse a la penetración prusiana en Holstein, abandonó sus derechos sobre el ducado. Indirectamente, Bismarck también logró marcar la primacía prusiana sobre los austriacos entre los otros estados germanos (Sajonia, Baviera, o Württemberg), aumentando el prestigio de Prusia y debilitando las posibles alianzas de Austria.

### Guerra austro-prusiana
El objetivo de la guerra austro-prusiana de 1866 para los prusianos era expulsar a los austriacos de la Confederación Germánica y descartar toda posible unificación en torno a la corona de Austria. Para ello, Bismarck se sirvió de las tensiones políticas que germinaban desde hacía décadas entre ambos estados, siendo que para esas fechas Bismarck había impulsado el desarrollo industrial de Prusia para tornarla en un enemigo temible ante Austria.
Mientras este conflicto estaba en desarrollo, se aplicó la tesis del Zollverein: aranceles preferenciales para los aliados de Prusia. En paralelo, la guerra estallaba el 23 de junio.
- Además de la expulsión de los austriacos del proyecto unificador, Prusia también tenía otro objetivo: anexionar definitivamente Holstein y Schleswig a la Alemania del Norte, además de destruir la influencia de Austria sobre otros estados alemanes (Hamburgo y Hesse) y atraerlos a la órbita prusiana.

- Prusia prometió a Italia devolverle Venecia a cambio de entrar en la guerra; tal acuerdo generó que Italia declarase la guerra a Austria y la obligase a luchar en dos frentes y distraer sus esfuerzos bélicos. Aunque Austria derrotó a Italia en tierra y mar, las derrotas ante Prusia le forzaron a capitular.

- Prusia ganó la guerra, que finalizó con el tratado de Praga. Este supuso la anexión a Prusia de Hannover, Hesse, Fráncfort y Schleswig-Holstein. Por parte de Austria reconocieron la finalización de la Confederación Germánica y, por tanto, su exclusión del futuro Estado Alemán. Italia consiguió que se le cediera Venecia. Por último, Prusia acabó con la anexión de los Estados del Sur de Alemania dentro del Zollverein, así como sus ejércitos, bajo la autoridad de Prusia. Esta etapa culminó con la creación, en julio de 1867, de la Confederación Alemana del Norte (con la integración de 23 estados alemanes) bajo la organización de Prusia.[4] Prusia consiguió todos sus objetivos consagrados en este tratado.

### Guerra franco-prusiana

El Imperio alemán de 1871. Al excluir a Austria, Bismarck optó por una «pequeña Alemania» (Kleindeutschland).

El interés de Prusia en esta guerra, que tuvo lugar en 1870-1871, era acorralar a Francia territorialmente, para ofrecer un motivo de unidad entre los estados alemanes aún renuentes a unirse a Prusia, y con ello expandirse y unificar Alemania.
Desarrollo:
- La reina Isabel II de España fue destituida del trono en 1868 por rebeliones internas. A fines de 1869 los regentes españoles recibieron la propuesta de un primo del rey prusiano Guillermo I, el príncipe Leopoldo de Hohenzollern-Sigmaringen, para acceder al trono español. Tal oferta fue recibida con enojo por Napoleón III de Francia, quien interpretó esto como una intromisión en España y un "cerco dinástico" que amenazaría Francia.
- El emperador francés lanzó a sus diplomáticos a una ofensiva para evitar la coronación de Leopoldo Hohenzollern en Madrid, y Prusia aceptó retirar la candidatura tras unos supuestos agravios al embajador francés, en esfuerzo calculado para provocar una reacción iracunda de Napoleón III. El canciller prusiano Otto von Bismarck calculó que la furia del monarca francés causaría que Francia iniciase una guerra imprudente contra Prusia, mucho mejor preparada bélicamente.
- Napoleón III, acompañado por el príncipe imperial de tan sólo 14 años, llegó a Metz para tomar el mando del ejército y efectivamente declarar la guerra a Prusia a fines de julio de 1870, lanzando sus tropas contra el Rin. Los cálculos de Bismarck se hicieron ciertos y en Berlín se pudo alegar que Prusia no había provocado la guerra, lo cual unió a varios estados alemanes a su causa.
- Tras seis semanas de lucha, las tropas prusianas vencieron a las francesas, peor equipadas y mal preparadas para una guerra en tales momentos. Derrotaron a las divisiones francesas, mandadas por el mismo Napoleón III, en Sedán y obligaron al monarca francés a capitular en el sitio el 2 de septiembre. Semanas después, los soldados prusianos cercaron París e impusieron a Francia el Tratado de Fráncfort en marzo de 1871.

Consecuencias:
- Alemania despojó a Francia de las regiones de Alsacia y Lorena que serían "territorios imperiales" alemanes hasta 1919.
- Fin del Segundo Imperio francés; Francia proclamó la III República que duraría hasta 1940.
- Guillermo I fue nombrado káiser de Alemania en la Galería de los Espejos del palacio de Versalles el 18 de enero de 1871, unificando de hecho a Alemania y dando inicio al Imperio Alemán.

## Consolidación y fraccionamiento

Bandera del Imperio Alemán.

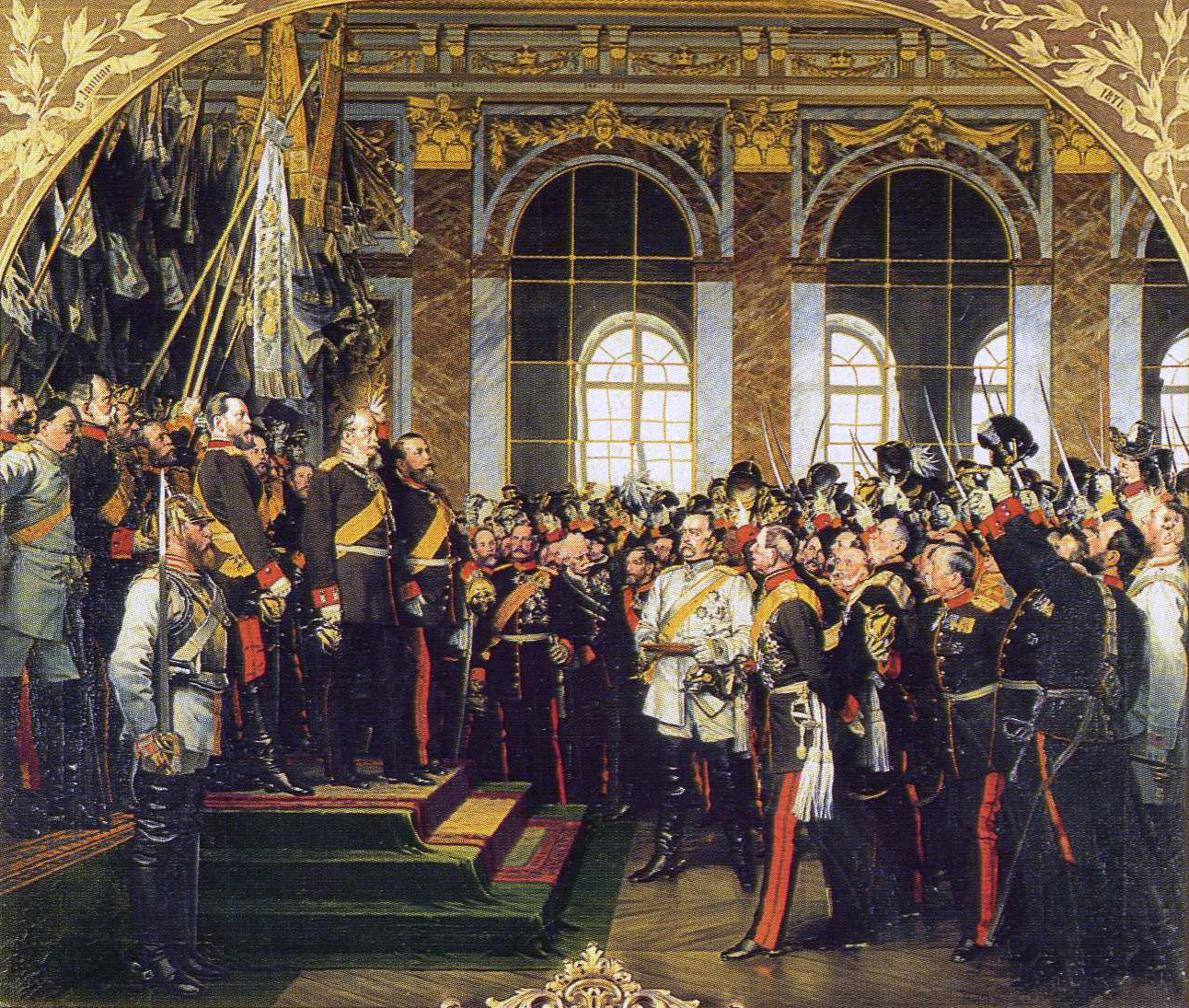
"Proclamación del II Imperio alemán, 18 de enero de 1871", por Anton von Werner, en el Palacio de Versalles, 1877.

El Imperio alemán fue fundado el 18 de enero de 1871 tras la victoria de Prusia en la guerra franco-prusiana y supuso la unificación de los diferentes Estados alemanes en torno a Prusia, excluyendo a Austria, bajo el liderazgo del canciller Otto von Bismarck. Se inició un período de gran desarrollo de la nación alemana en todos los campos: económico, geográfico, político y militar.
Sin embargo, como los alemanes descubrieron, grandes discursos, banderas, y multitudes entusiastas, una constitución, una reorganización política y la provisión de una superestructura imperial; y la Unión Aduanera revisada de 1867 a 1868, todavía no hacían una nación.
Un elemento clave del Estado-nación es la creación de una cultura nacional, con frecuencia aunque no necesariamente. A través de la política nacional la Kulturkampf (1872 a 1878) que siguió un modelo político, económico, y de unificación administrativa trató de ir en esa dirección, con una notable falta de éxito, con algunas contradicciones en la sociedad alemana. En concreto, se trataba de una lucha por el lenguaje, la educación y la religión. Una política de germanización de las personas no alemanas de la población del imperio, incluyendo los polacos y daneses, comenzó con el lenguaje, en particular, la lengua alemana, la escolaridad obligatoria (germanización), y el intento de creación de planes de estudio estandarizado para esas escuelas para promover y celebrar la idea de un pasado compartido. Otro elemento importante en la construcción de la nación, la historia del pasado heroico, cayó a esos historiadores alemanes nacionalistas como el constitucionalista liberal Friedrich Dahlmann (1785-1860), su alumno conservador Heinrich von Treitschke (1834 a 1896), y otros menos conservadores, tales como Theodor Mommsen (1817-1903) y Heinrich von Sybel (1817-1895), por nombrar a dos.
El Imperio Alemán se mantendría hasta la Revolución de Noviembre de 1918 que llevó, hacia el final de la Primera Guerra Mundial, al cambio desde la monarquía del Imperio a una república pluralista, parlamentaria y democrática.
La revolución comenzó como un levantamiento marinero en Kiel; en pocos días se propagó por toda Alemania y forzó la abdicación del Káiser Guillermo II el 9 de noviembre de 1918. Los objetivos de los revolucionarios fracasaron en enero de 1919 ante la oposición de los líderes del Partido Socialdemócrata de Alemania (SPD).
El desenlace formal de la revolución ocurrió el 11 de agosto de 1919 con la rúbrica de la nueva Constitución de la República de Weimar.